# 天主教奥齐耶里教区
天主教奧齊耶里教區（拉丁語：Dioecesis Octeriensis o Othierensis）是天主教會在義大利的一個教區。屬薩薩里總教區。
教區的前身是最遲於11世紀成立的比薩爾基奧教區。1503年12月8日被撤銷，1803年3月9日恢復。1915年2月12日易名至今。
教區位於撒丁島中北部，範圍包括奧爾比亞-坦皮奧省、努奧羅省、薩薩里省一部，2006年有教友57,000人，佔轄區總人口98.3%。教區下轄三十個堂區，有五十八名司鐸。現任教區主教處於出缺狀態。